# Johannes Baptista Stiehle

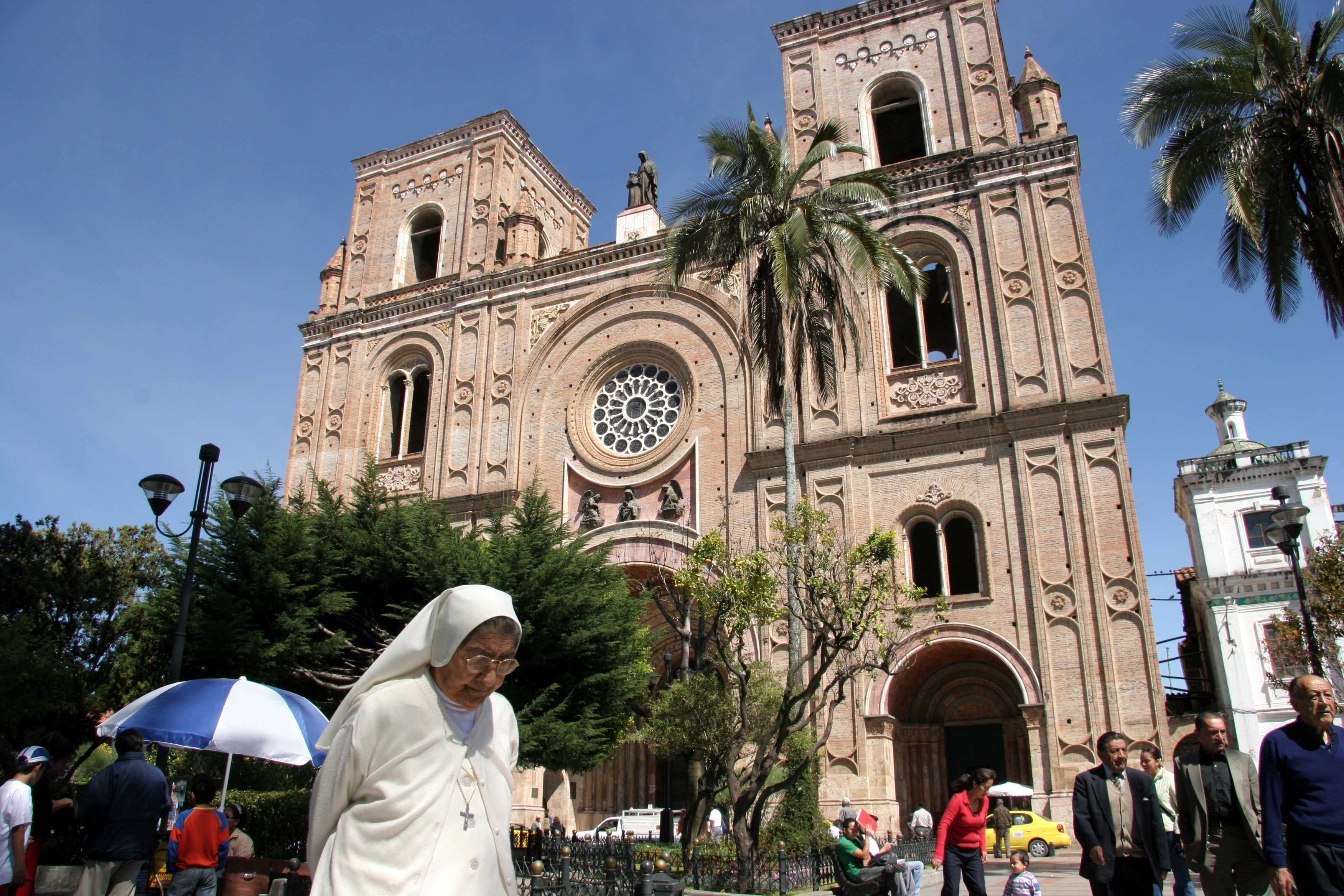
Neue Kathedrale in Cuenca

Bruder Johannes Baptista Stiehle CSsR (* 1. Juni 1829 in Dächingen, Königreich Württemberg; † 20. Januar 1899 in Cuenca, Ecuador) war ein deutscher Redemptoristen-Bruder, Architekt, Baumeister und Schreiner.
Er wirkte über zwanzig Jahre im Elsass; nach dessen Abtretung an das Deutsche Reich 1871 übersiedelte er im Jahr 1873 nach Cuenca, wo er bis zum Lebensende blieb. Er entwarf die Pläne für den Bau der Kathedrale in Cuenca und leitete den Bau bis kurz vor seinem Tod (1889 oder 1899), zugleich war er auch für den Bau der Basilika Herr der Wunder im kolumbianischen Buga tätig.
Die baulichen Leistungen von Bruder Johannes Baptista Stiehle fanden nicht nur Anerkennung bei seinen Ordensbrüdern, sondern brachten ihm auch die Wertschätzung weiter Kreise der Bevölkerung. Sein fachmännischer Rat und sein tatkräftiges Mitwirken bei der Renovierung von Häusern, die als Folge von Erdbeben oder altersbedingt baufällig geworden waren, ließen ihn im Volksmund unter dem Namen medico de las casas („Häuserdoktor“) bekannt werden.
Während seiner Schaffenszeit in Frankreich und Ecuador verfasste er über 60 Briefe an seine Geschwister, an Verwandte und Freunde, die heute fast vollständig erhalten sind. Die Briefe schildern eindrucksvoll Religiöses und Weltliches zugleich und erlauben einen Einblick in Geisteshaltung und Zeitgeschichte der zweiten Hälfte des 19. Jahrhunderts.
Die Deutsche Schule Cuenca wurde nach Bruder Johannes B. Stiehle benannt.